# Forca Tokësore
La Forza Terrestre della Repubblica dell'Albania (in albanese: Forca Tokësore të Republikës së Shqipërisë) è la componente terrestre delle forze armate albanesi.
La sua missione principale è la difesa dell'indipendenza, della sovranità e dell'integrità del territorio dell'Albania, la partecipazione in operazioni umanitarie, di combattimento, di non combattimento e di supporto alla pace.

## Storia
La Forza Terrestre è un'unità prioritaria nella struttura delle forze armate. La Forza Terrestre venne istituita il 29 agosto 2000 e comprendeva unità militari con tradizioni e una ricca attività pluriennale, sparse sul territorio della Repubblica d'Albania. Nel 2000 la Forza Terrestre comprendeva cinque divisioni di fanteria con 55 brigate e 300 battaglioni schierati in 167 diverse province del paese. Durante la sua continua riforma, la Forza Terrestre ha subito nuovi cambiamenti. Nel 2006 venne sciolta e venne istituito il Comando delle forze congiunte. Nel contesto della trasformazione in corso delle forze armate, basata sul concetto di un esercito di piccole dimensioni, operativo e professionale, il 9 dicembre 2009 venne ristabilita la Forza Terrestre sulla base della Brigata di reazione rapida e del Reggimento commando.

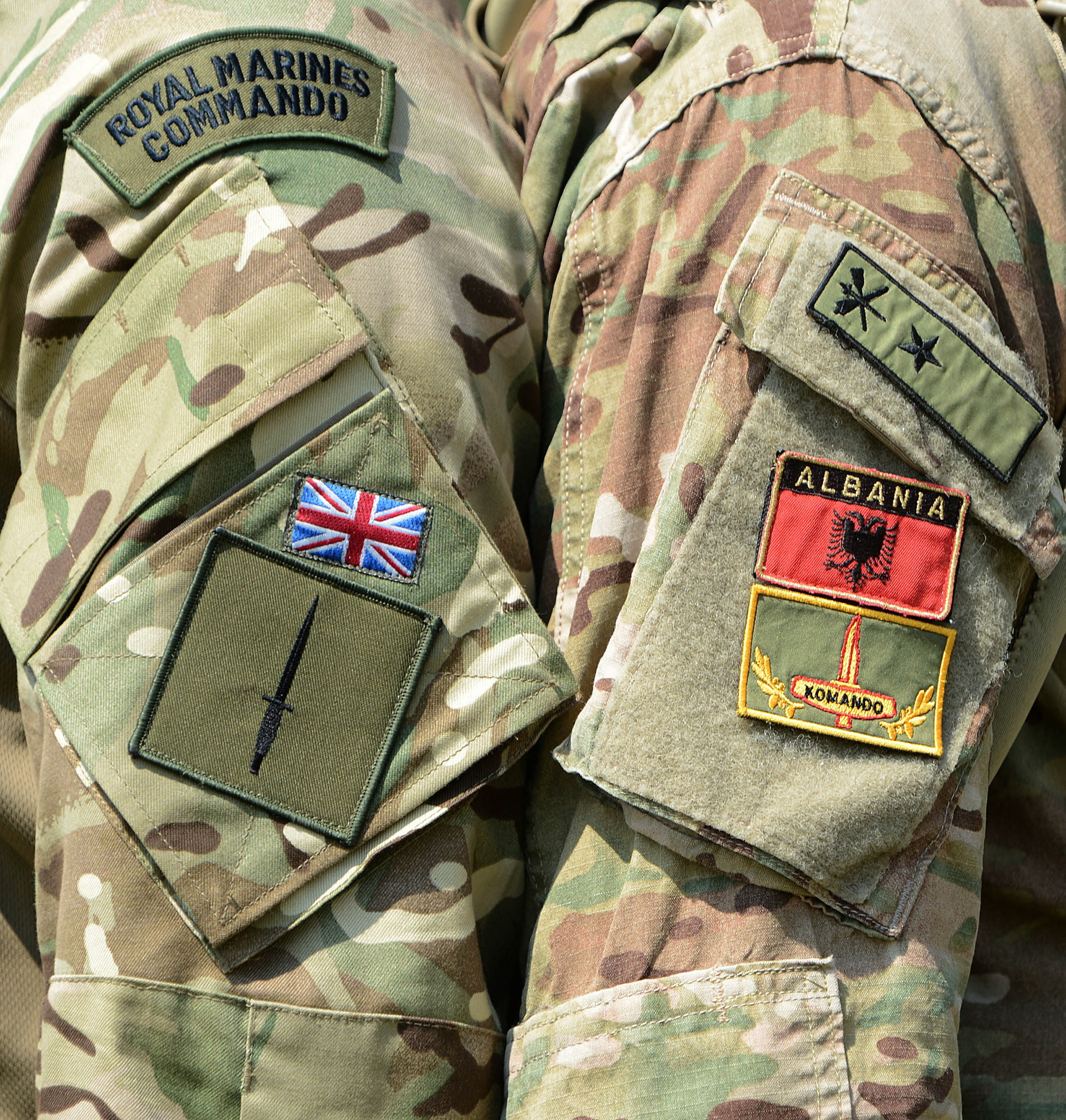
Un Royal Marine britannico in posa con un commando albanese (a destra), entrambi con i loro distintivi in mostra

Sulla base della missione costituzionale, la Forza Terrestre è stata coinvolta in un processo di profonda trasformazione secondo i concetti militari occidentali e con il passaggio dell'intera forza da un servizio militare di leva ad un esercito professionale, il suo livello operativo è aumentato. Le strutture della Forza Terrestre sono state impegnate in operazioni di sostegno alla pace in Bosnia-Erzegovina, in Iraq, in Ciad e attualmente ad Herat e a Kandahar in Afghanistan. La Forza Terrestre ha la quota maggiore nelle operazioni di mantenimento della pace nel quadro della NATO, dell'ONU e dell'UE. La Forza Terrestre è gestita da giovani leader qualificati formati nelle scuole militari dei paesi della NATO, come Stati Uniti, Italia, Turchia, Germania, Regno Unito, Austria, ecc., sulla base di progetti di cooperazione con questi paesi.
La Forza Terrestre è impegnata in operazioni di emergenza civile per aiutare la comunità in caso di catastrofi naturali, come inondazioni e strade bloccate, ed aiutare nella distribuzione in caso di forti nevicate, operazioni di soppressione del fuoco, ecc.
Sin dalla sua fondazione, la Forza Terrestre è stata guidata da comandanti esperti. Dal 2000 al 2006 venne diretta dal magg. gen. Kostaq Karoli; dal 2006 al 2008 venne guidata dal brig. gen. Shpëtim Spahiu; dal 2008 all'agosto 2012 dal brig. gen. Viktor Berdo. Da agosto 2012 a novembre 2013 venne comandata dal magg. gen. Zyber Dushku. Dall'11 novembre 2013 il capo di stato maggiore è il magg. gen. Jeronim Bazo.

## Struttura
Le divisioni organizzative della forza terrestre includono:
- Forza Terrestre, a Zall Herr[3]
  - Comando e stato maggiore, a Zall Herr
  - Compagnia supporto stato maggiore, a Zall Herr
  - 1º Battaglione fanteria, a Vau i Dejës
  - 2º Battaglione fanteria, a Zall Herr (assegnato alla NATO Response Force)
  - 3º Battaglione fanteria, a Poshnjë
  - Battaglione commando, a Zall Herr
  - Battaglione operazioni speciali, a Zall Herr
  - Battaglione supporto al combattimento, a Zall Herr[2]
  - Guarnigione "Zall Herr", a Zall Herr
  - Centro d'addestramento, a Zall Herr

## Compiti specifici
- Mantenimento e sviluppo delle capacità per fornire un alto livello di prontezza.
- Formazione continua e sufficiente per affrontare i compiti che potrebbero essere assegnati ad essa.
- Assistenza alla comunità in caso di emergenze umanitarie; supporto alle operazioni di ricerca e salvataggio.
- Collaborare con altre istituzioni nazionali nella prevenzione del traffico illegale, del traffico di esseri umani e delle armi convenzionali in Albania.
- Addestrare e partecipare con truppe a missioni di sostegno alla pace nel quadro di NATO, UE e ONU.

## Equipaggiamento

### Armi da fuoco
| Modello                      | Immagine | Tipo                           | Calibro                | Origine                | Note |
| Pistole                      | Pistole  | Pistole                        | Pistole                | Pistole                | Pistole |
| ---------------------------- | -------- | ------------------------------ | ---------------------- | ---------------------- | --- |
| Beretta Px4 Storm            |          | Pistola semiautomatica         | 9 × 19 mm Parabellum   | Italia                 | Pistola d'ordinanza |
| Heckler & Koch P8            |          | Pistola semiautomatica         | 9 × 19 mm Parabellum   | Germania               | In uso limitato nel Batalioni i Operacioneve Speciale |
| Heckler & Koch P12           |          | Pistola semiautomatica         | .45 ACP                | Germania               | In uso limitato nel BOS |
| Beretta 92                   |          | Pistola semiautomatica         | 9 × 19 mm Parabellum   | Italia                 | In uso nel BOS |
| Pistole mitragliatrici       |          |                                |                        |                        | |
| Heckler & Koch MP5           |          | Pistola mitragliatrice         | 9 × 19 mm Parabellum   | Germania               | Pistola mitragliatrice d'ordinanza del BOS |
| Heckler & Koch MP7           |          | Personal Defense Weapon        | 4,6 × 30 mm            | Germania               | In uso limitato nel BOS. Principalmente utilizzato dal RENEA e dalla polizia albanese                                                                                |
| Heckler & Koch UMP           |          | Mitra                          | 9 × 19 mm Parabellum   | Germania               | In uso limitato nel BOS |
| Fucili d'assalto             |          |                                |                        |                        | |
| Beretta AR 70/90             |          | Fucile d'assalto               | 5,56 × 45 mm NATO      | Italia                 | 5 000 donati dall'Italia nel 2017, insieme ai Colt M4 hanno sostituito gli AK-47, AKM e Type 56                                                                      |
| Colt M4                      |          | Fucile d'assalto               | 5,56 × 45 mm NATO      | Stati Uniti            | Insieme agli AR 70/90 sono diventate le armi standard delle forze armate della Repubblica d'Albania, sostituendo i diversi modelli di origine sovietica o cinese     |
| Beretta ARX 160              |          | Fucile d'assalto               | 5,56 × 45 mm NATO      | Italia                 | In uso nel BOS, nel RENEA e nella polizia militare |
| MPT-55                       |          | Fucile d'assalto               | 5,56 × 45 mm NATO      | Turchia                | 30 tra MPT-55 e MPT-76 consegnati nel 2020 |
| Heckler & Koch HK417         |          | Fucile da battaglia            | 7,62 × 51 mm NATO      | Germania               | Usato dai tiratori scelti del BOS |
| MPT-76                       |          | Fucile da battaglia            | 7,62 × 51 mm NATO      | Turchia                | 30 tra MPT-55 e MPT-76 consegnati nel 2020 |
| Mitragliatrici               |          |                                |                        |                        | |
| ASH-78 Tip-2                 |          | Mitragliatrice leggera         | 7,62 × 39 mm           | Albania                | |
| Heckler & Koch MG4           |          | Mitragliatrice leggera         | 5,56 × 45 mm NATO      | Germania               | |
| Heckler & Koch MG5           |          | Mitragliatrice ad uso generale | 7,62 × 51 mm NATO      | Germania               | |
| DŠKM                         |          | Mitragliatrice pesante         | 12,7 × 108 mm          | Albania                | Prodotte in Albania a partire da un clone cinese della DŠKM ed usate come cannone Close AA anche su APC, MBT, veicoli di trasporto e alcune volte sulle motovedette. |
| Fucili di precisione         |          |                                |                        |                        | |
| SVD Dragunov                 |          | Fucile di precisione           | 7,62 × 54 mm R         | Unione Sovietica       | Dal 2015 è stato gradualmente sostituito con il Sako TRG. |
| Sako TRG-22                  |          | Fucile di precisione           | 7,62 × 51 mm NATO      | Finlandia              | |
| Sako TRG-42                  |          | Fucile di precisione           | .300 Winchester Magnum | Finlandia              | |
| Barrett M99                  |          | Fucile anti-materiale          | 12,7 × 99 mm NATO      | Stati Uniti            | |
| Bombe a mano e lanciagranate |          |                                |                        |                        | |
| RGD-5                        |          | Bomba a frammentazione         | n/a                    | Unione Sovietica       | |
| Beretta GLX 160              |          | Lanciagranate                  | 40 mm                  | Italia                 | Lanciagranate per gli ARX 160 |
| M203                         |          | Lanciagranate                  | 40 mm                  | Stati Uniti            | Lanciagranate per gli M4 |
| RPG-7/Type 69 RPG            |          | Lanciagranate anticarro        | 40 mm                  | Unione Sovietica/ Cina | |
| Missili                      |          |                                |                        |                        | |
| FGM-148 Javelin              |          | Missile anticarro              | 80 mm                  | Stati Uniti            | Ordinati a maggio 2022 |
| Strela-2                     |          | MANPADS                        |                        | Unione Sovietica       | |

### Mortai
| Modello              | Immagine | Tipo            | Calibro | Origine | Note                |
| Missili              | Missili  | Missili         | Missili | Missili | Missili             |
| -------------------- | -------- | --------------- | ------- | ------- | ------------------- |
| Hirtenberger M6C-210 |          | Mortaio leggero | 60 mm   | Austria | Introdotti nel 2017 |
| Hirtenberger M8      |          | Mortaio         | 80 mm   | Austria | Introdotti nel 2017 |
| Type 67              |          | Mortaio         | 82 mm   | Cina    |                     |

### Artiglieria
| Modello     | Immagine | Tipo            | Calibro | Origine          | Note |
| ----------- | -------- | --------------- | ------- | ---------------- | ---- |
| 23 mm ZU-23 |          | Arma contraerea | 23 mm   | Unione Sovietica |      |

### Veicoli corazzati
| Modello                | Immagine     | Tipo                          | Origine             | In servizio  | Note |
| Carri armati           | Carri armati | Carri armati                  | Carri armati        | Carri armati | Carri armati |
| ---------------------- | ------------ | ----------------------------- | ------------------- | ------------ | --- |
| Type 59                |              | Carro armato da combattimento | Cina                | 40           | 721 Type 59 consegnati dalla Cina dal 1966 al 1975 ma messi fuori servizio a fine degli anni '90. Secondo un rapporto del 2019 del Ministero della Difesa albanese, si stima che 40 carri armati fossero pronti per il combattimento e in grado di essere richiamati in servizio immediato senza richiedere manutenzione preventiva. |
| Mezzi corazzati        |              |                               |                     |              | |
| Iveco VM 90            |              | Veicolo multiruolo            | Italia              | ?            | |
| Iveco LMV              |              | Veicolo multiruolo            | Italia              | 25           | 23 acquistati e 2 donati dall'Italia nel 2017. |
| HMMWV                  |              | Veicolo multiruolo            | Stati Uniti         | 242          | Donati dagli Stati Uniti a partire dal 2015 provenienti dal loro surplus |
| International MaxxPro  |              | Veicolo trasporto truppe MRAP | Stati Uniti         | 40           | |
| Nexter Aravis          |              | Veicolo trasporto truppe      | Francia             | ?            | |
| Nexter Titus           |              | Veicolo trasporto truppe      | Rep. Ceca           | 16           | Attualmente in prova ma presto entreranno in servizio. |
| Veicoli multiruolo     |              |                               |                     |              | |
| Defender               |              | Veicolo utility               | Regno Unito Turchia | ~150         | Oltre 100 prodotti da Otokar donati dal governo turco nel 2013 e nel 2015 |
| Mercedes-Benz Classe G |              | Veicolo utility               | Germania            | ~170         | Dal 2010 in servizio. |

## Galleria d'immagini

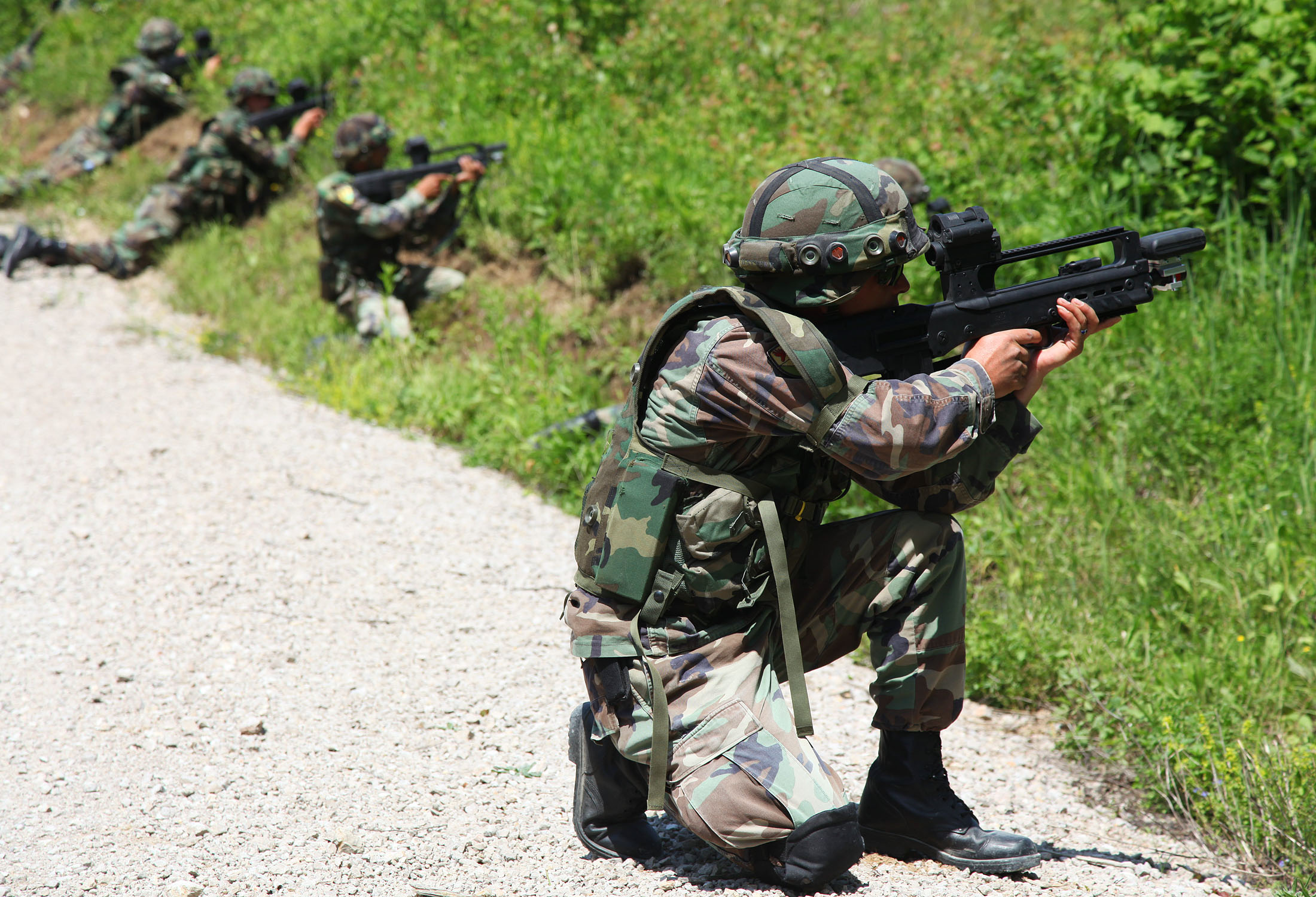
Soldati albanesi con fucili VHS
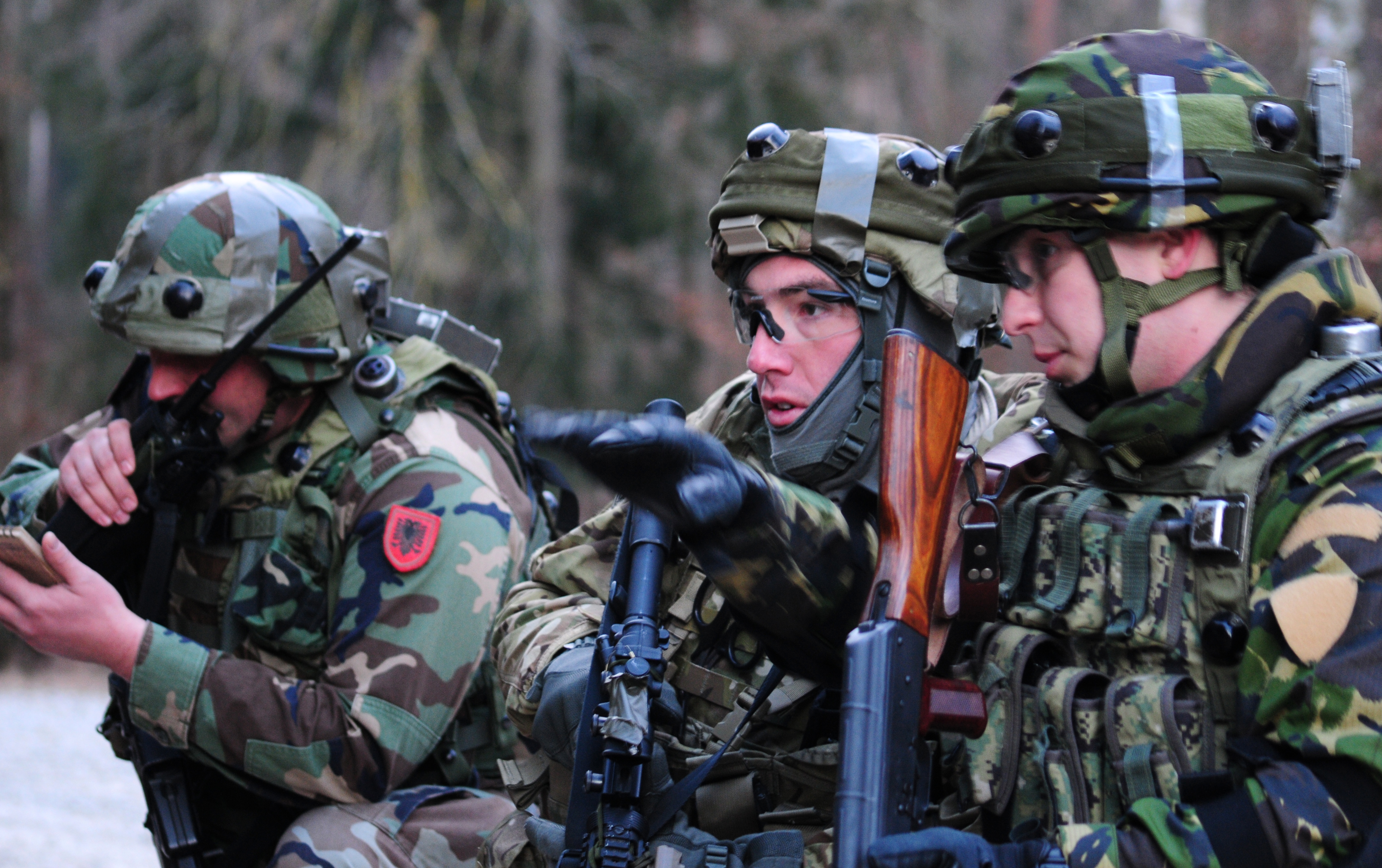
Soldati albanesi, statunitensi e rumeni in esercitazione congiunta
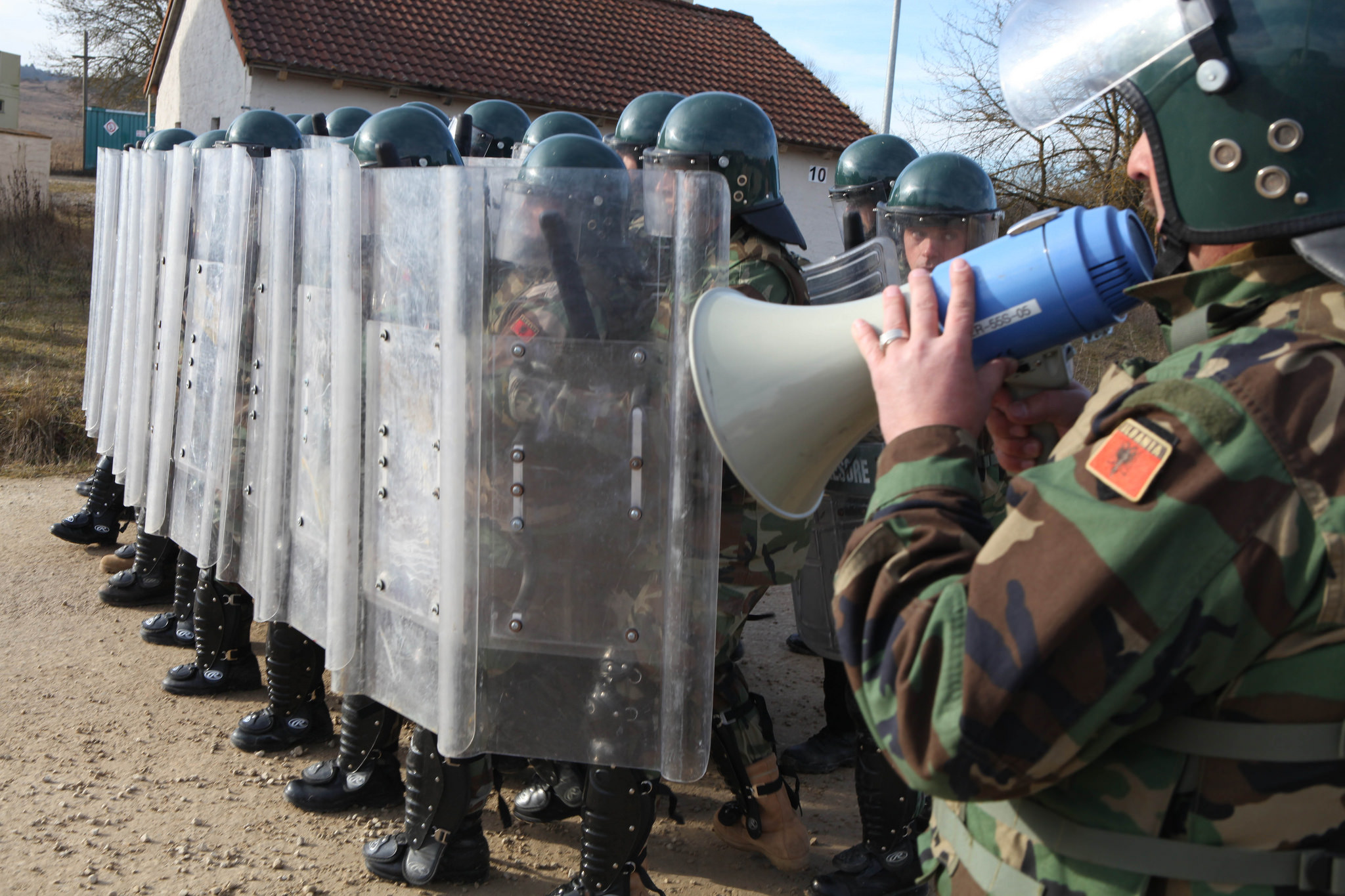
I soldati albanesi reagiscono ai rivoltosi, interpretati dalle forze statunitensi, durante la KFOR
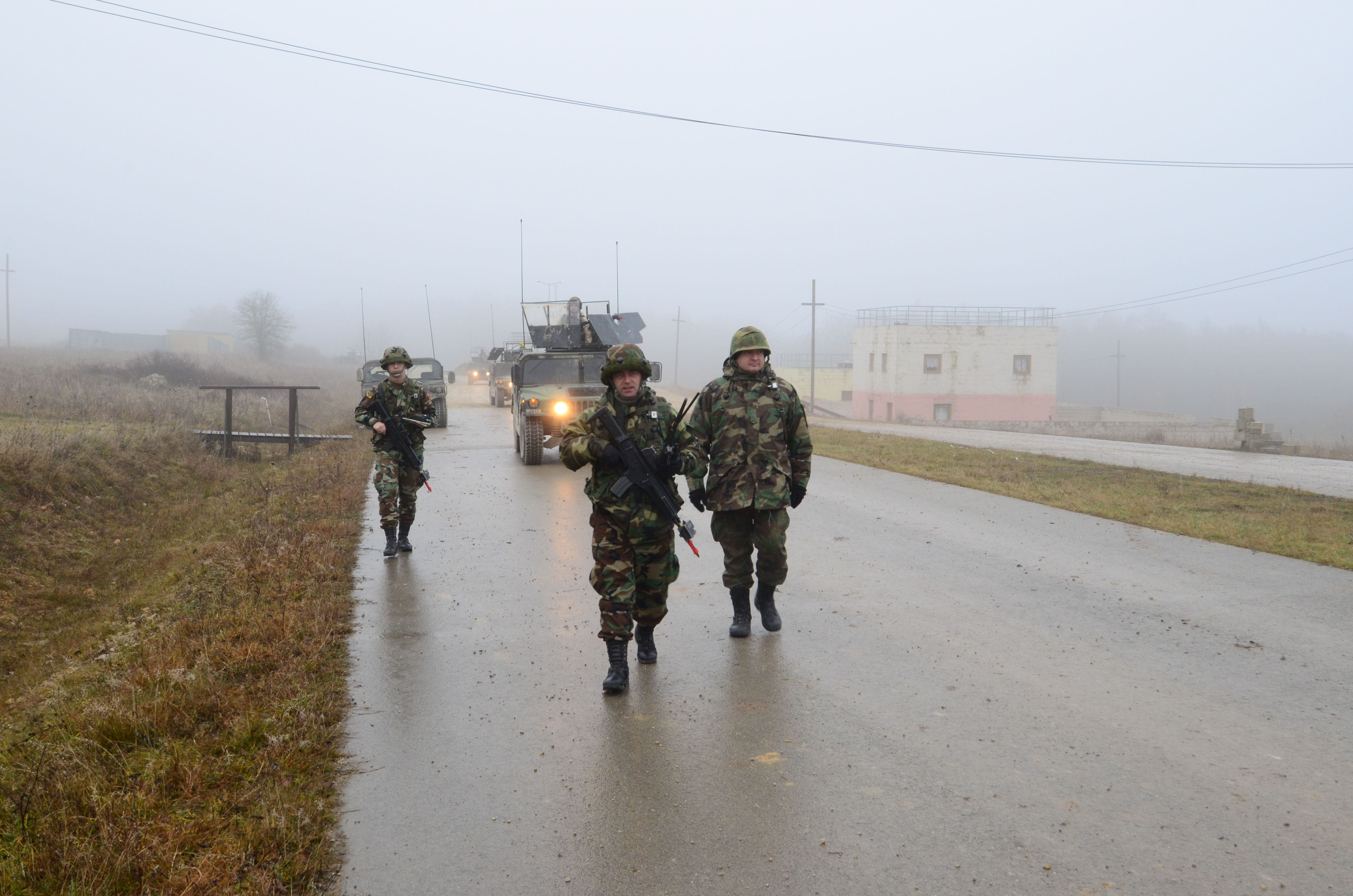
Convoglio dell'esercito albanese in pattugliamento
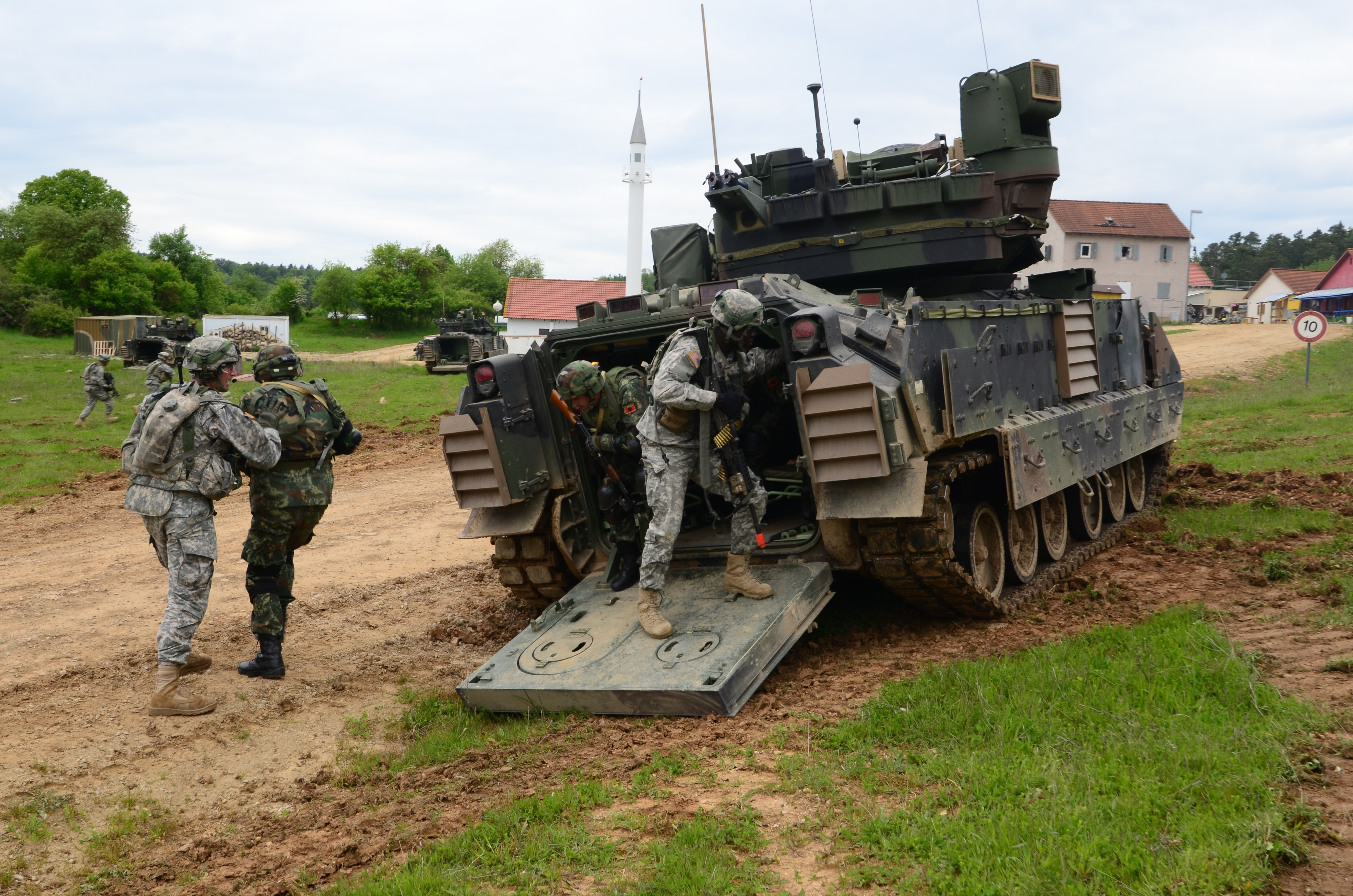
Soldati albanesi e statunitensi che smontano un M2 Bradley durante Combined Resolve II
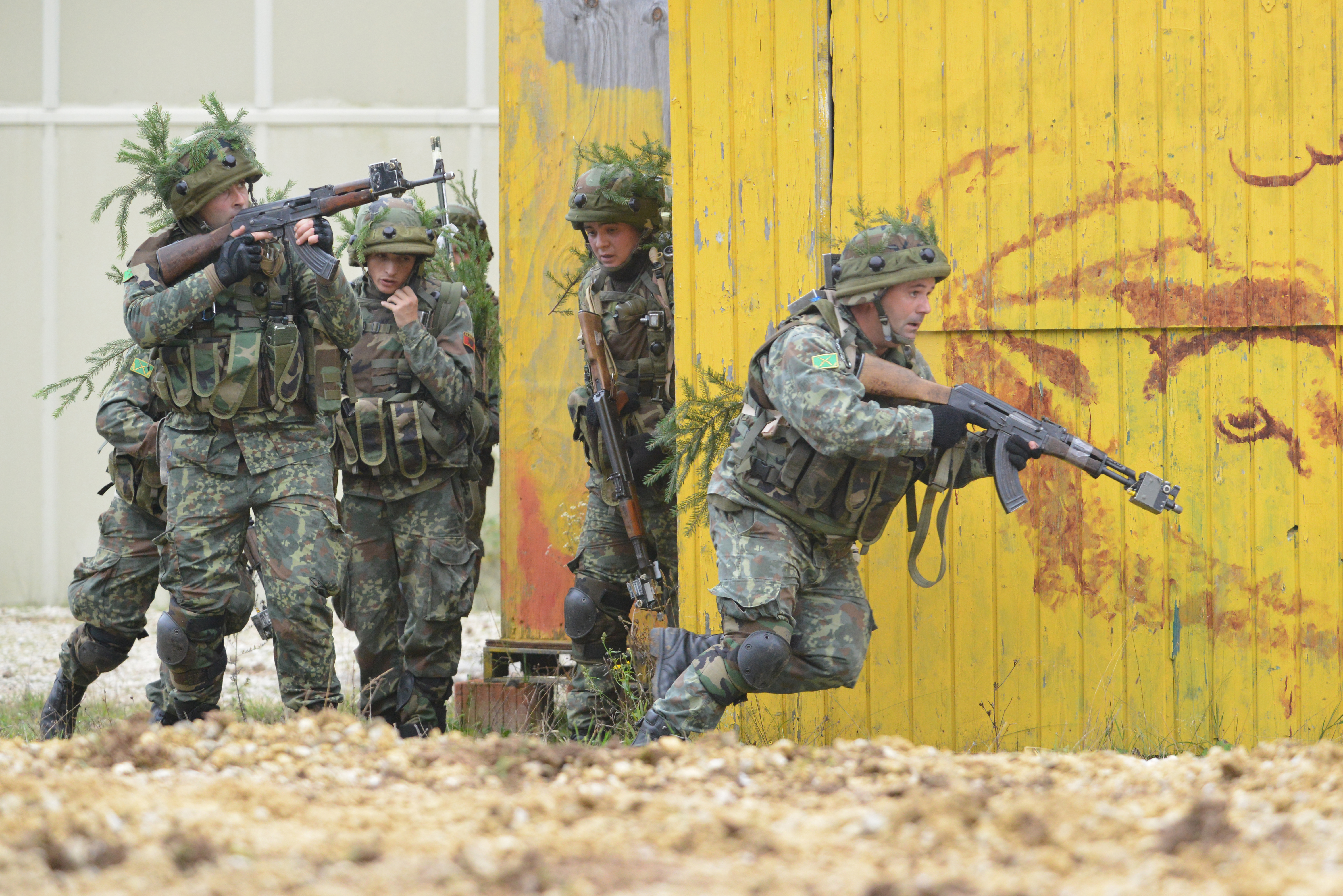
Forza Terrestre albanese in Combined Resolve III